# آنری ورنوی
آنری وِرنُوی(به فرانسوی: Henri Verneuil)(به ارمنی: Անրի Անրի_ՎեռնոյՎեռնոյ) با نام اصلی آشوت مالاکیان (به ارمنی: Աշոտ Մալաքյան) (زاده ۱۵ اکتبر ۱۹۲۰ - درگذشته ۱۱ ژانویه ۲۰۰۲) کارگردان فرانسوی ارمنی‌تبار بود.
ارامنه او را به نام آشوت مالاکیان می‌شناسند، کارگردان ارمنی فیلم مایریک (مادر) و سینمادوستان به نام آنری ورنوی، کارگردان فیلم‌های مشهوری چون دسته سیسیلی‌ها و توپ‌های سن سباستین.
کسی که ستارگان مشهوری چون ژان گابن، آلن دلون، آنتونی کوئین، عمر شریف و کلودیا کاردیناله را جلوی دوربین هدایت کرده‌است.

## ابتدای زندگی
آشوت مالاکیان در سال ۱۹۲۰ در شهر رودوستو، ترکیه به دنیا آمد. در سال ۱۹۲۴ خانواده مالاکیان که از نسل‌کشی ارمنی‌ها در امپراتوری عثمانی جان سال به در بردند، مانند هزاران خانواده ارمنی دیگر به یونان می‌گریزند. آن‌ها قصد دارند از آن جا به مکزیک مهاجرت کنند، امّا سر راه در شهر مارسی، فرانسه ماندگار می‌شوند و در سال ۱۹۳۰ به پاریس نقل مکان می‌کنند. در سال ۱۹۴۳ مالاکیان در رشته مهندسی دیپلم می‌گیرد، امّا او عاشق سینما رفتن و فیلم دیدن بود و شک نداشت که روزی خودش فیلم خواهد ساخت.
در سال ۱۹۴۵ به مناسبت سی‌اُمین سالگرد نسل‌کشی ارمنی‌ها، رشته مقاله‌هایی برای روزنامه لا مارسز می‌نویسد. نوشتهٔ او اتفاقاً کنار نامه خواننده‌ای از استرالیا قرار داشته به نام آنری ورنوی. سردبیر صلاح می‌بیند از آن به بعد مقالات را به نام ورنوی چاپ کند. به این ترتیب نام او می‌شود آنری ورنوی و برای فرانسویان و دنیا به همین نام شناخته می‌شود.
ورنوی و مالاکیان چه طور با هم کنار می‌آیند؟ این چیزی است که خبرنگاری از او می‌پرسد و پاسخ او چنین است: «راستش آشوت و آنری خیلی هم با اُخت نشده‌اند. ورنوی اوائل جانشین مالاکیان شد، امّا بعد خودش شخصیت مستقلی پیدا کرد. بله، امّا آیا می‌توان فرهنگی را که با شیر مادر از آن تغذیه کرده‌ای به فراموشی سپرد؟ انکار ریشه‌هایت به این می‌ماند که خودت را انکار کنی».
او در سال ۱۹۴۸ نخستین فیلم خود را که یک فیلم مستند دربارهٔ شهر مارسی است کارگردانی می‌کند. نخستین فیلم داستانی بلند او فیلمی است به نام گاو و زندانی با بازی فرناندل که از مشهورترین کمدین وقت فرانسه بود.
آنری ورنوی از سال ۱۹۵۵ یک رشته فیلم با بازی ژان گابن کارگردانی کرد، فیلم‌هایی چون آدم‌های بی‌نام‌ونشان (۱۹۵۵)، رئیس (۱۹۶۱) و دسته سیسیلی‌ها (۱۹۶۹). موفقیت تجاری فیلم‌های او راه را برای کارگردانی فیلم‌های آمریکایی عظیم مانند ساعت بیست‌وپنج و توپ‌های سان سباستین (هر دو با شرکت آنتونی کوئین) هموار کرد. مالاکیان اواخر عمر قد راست کرد. دو فیلم آخر آنری ورنوی، مایریک (مادرـ ۱۹۹۱)، و خانه شماره ۵۸۸ خیابان پارادی (۱۹۹۲) بر زندگی‌نامه خود او استوارند. فیلم مایریک، داستان فرار خانواده او از کشتارهای عثمانی و استقرار آن‌ها در فرانسه است با بازی عمر شریف و کلودیا کاردیناله.

## درگذشت
آشوت مالاکیان در سال ۲۰۰۲ درگذشت. و در مراسم باشکوهی با شرکت روشنفکران ارمنی-فرانسوی و بازیگران سرشناس فیلم‌هایش در پاریس به خاک سپرده شد.

## فیلمشناسی
- Pipe chien (1950)
- On demande un bandit (1950)
- Maldonne (1950)
- La Légende de Terre-Blanche (1950)
- L'Art d'être courtier (1950)
- Compositeurs et Chansons de Paris (1951)
- La Table aux crevés [fr] (1951) (+ فیلم‌نامه‌نویس)
- Le Fruit défendu (1952) (+ فیلم‌نامه‌نویس)
- Brelan d'As (1952)
- Le Boulanger de Valorgue (1953)
- Carnaval (Carnival) (1953)
- L'Ennemi Public n°1  (Public Enemy No.۱) (۱۹۵۳)
- Le Mouton à cinq pattes (The Five Legs Sheep) (1954) (کارگردان + فیلم‌نامه‌نویس)
- Les Amants du Tage (1955)
- People of No Importance (1956) (+ فیلم‌نامه‌نویس)
- Paris, Palace Hôtel (1956) (+ فیلم‌نامه‌نویس)
- Une manche et la belle [fr] (1957) (+ فیلم‌نامه‌نویس)
- زیبا باش اما خفه شو (۱۹۵۸)
- Maxime (1958) (+ فیلم‌نامه‌نویس)
- Le Grand chef (1959)
- La Vache et le Prisonnier (1959) (+ فیلم‌نامه‌نویس), به همراه فرناندل
- L'Affaire d'une nuit [fr] (1960)
- عشق و زن فرانسوی (۱۹۶۰)
- رئیس‌جمهور (فیلم ۱۹۶۱) (The President) (1961) (+ فیلم‌نامه‌نویس), به همراه ژان گابن
- Les Lions sont lâchés (1961)
- Un singe en hiver (1962), به همراه ژان گابن و ژان-پل بلموندو
- هر شماره‌ای می‌تواند برنده باشد (1963) (Any Number Can Win) (۱۹۶۴ جایزه ادگار، بهترین فیلم خارجی), به همراه آلن دلون و ژان گابن
- صدهزار دلار در آفتاب (1964) (+ فیلم‌نامه‌نویس), به همراه ژان-پل بلموندو و لینو ونتورا
- آخر هفته در دانکرک (1964), به همراه ژان-پل بلموندو
- ساعت بیست و پنج (فیلم ۱۹۶۷) (The 25th Hour) (1967) (+ فیلم‌نامه‌نویس), به همراه آنتونی کوئین
- توپ‌های سان سباستین (A wall for San Sebastian) (1968), به همراه آنتونی کوئین و چارلز برانسون
- دسته سیسیلی‌ها (The Sicilian Clan) (1969) (+ فیلم‌نامه‌نویس), starring آلن دلون، ژان گابن و لینو ونتورا
- Le Casse  (1971) (+ فیلم‌نامه‌نویس), به همراه ژان-پل بلموندو و عمر شریف
- Le Serpent (Night Flight from Moscow) (1973) (+ فیلم‌نامه‌نویس), به همراه هنری فوندا و یول برینر
- ترس بر فراز شهر (۱۹۷۵) (+ فیلم‌نامه‌نویس), به همراه ژان-پل بلموندو
- جنازه دشمن من (1976) (+ فیلم‌نامه‌نویس), به همراه ژان-پل بلموندو
- ای مثل ایکاروس (I as in Icarus) (1979) (+ فیلم‌نامه‌نویس), به همراه ایو مونتان
- A Thousand Billion Dollars (1982) (+ فیلم‌نامه‌نویس)
- کرکس‌ها (1984) (+ فیلم‌نامه‌نویس), به همراه ژان-پل بلموندو
- مایریگ (Mother) (1992) (+ فیلم‌نامه‌نویس)
- پلاک ۵۸۸ خیابان پارادی (۱۹۹۳) (+ فیلم‌نامه‌نویس)

## جوایز
- برنده پلنگ طلایی جشنواره فیلم لوکارنو
- نامزد جایزه اسکار (۱۹۵۶)
- برنده نخل طلایی جشنواره فیلم کن (۱۹۶۴) برای فیلم صد هزار دلار در آفتاب
- جشنواره فیلم لوکارنو
- جایزه ادگار
- جایزه گلدن گلوب (۱۹۶۱)
- جایزه افتخاری سزار(۱۹۹۶)
- جایزه پاراجانف
- مدال لژیون دونور